# 아브디라

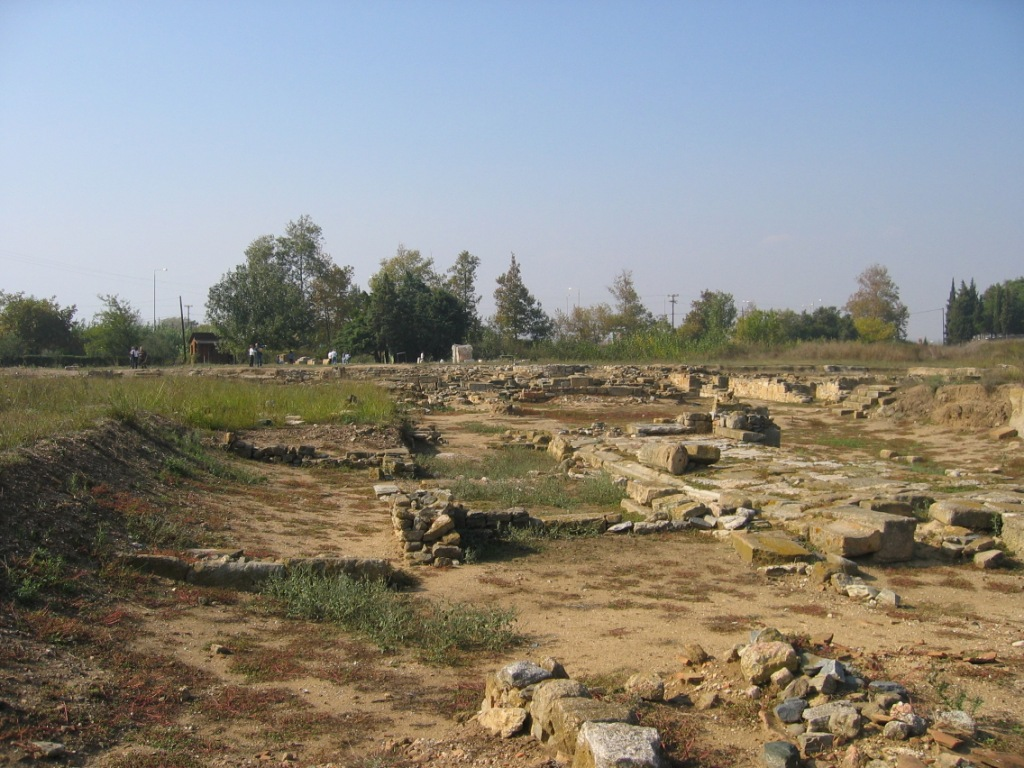
고대 도시 압데라 유적

아브디라(현대 그리스어: Άβδηρα) 또는 압데라(고대 그리스어: Ἄβδηρα)는 그리스 북부의 트라키에서 네스토스 강이 에게해로 흘러 들어가는 어귀에 있는 도시이다. 고대에 도시 국가가 있었으며, 오늘날 아브디라 시는 행정 구역상 크산티 현에 속한다.
헤로도토스(역사, 1.168)에 따르면 클라조메네의 주민들에 의해 기원전 656년에 건설된 식민도시라고 한다. 상업 도시로서 빨리 번창하였으며 후에 델로스 동맹에 가입하여 아테나이와 친교를 맺었다. 그러나 압데라는 처한 지리적 위치 때문에 일찍부터 페르시아 제국의 영향을 받았으며, 기원전 4세기 중반 마케도니아의 흥기와 더불어 거의 자주권을 잃고 마케도니아 제국에 편입되었다. 이 도시에서는 두 명의 유명한 철학자, 데모크리토스와 프로타고라스를 배출하였다.